# Lucrèce Andreae

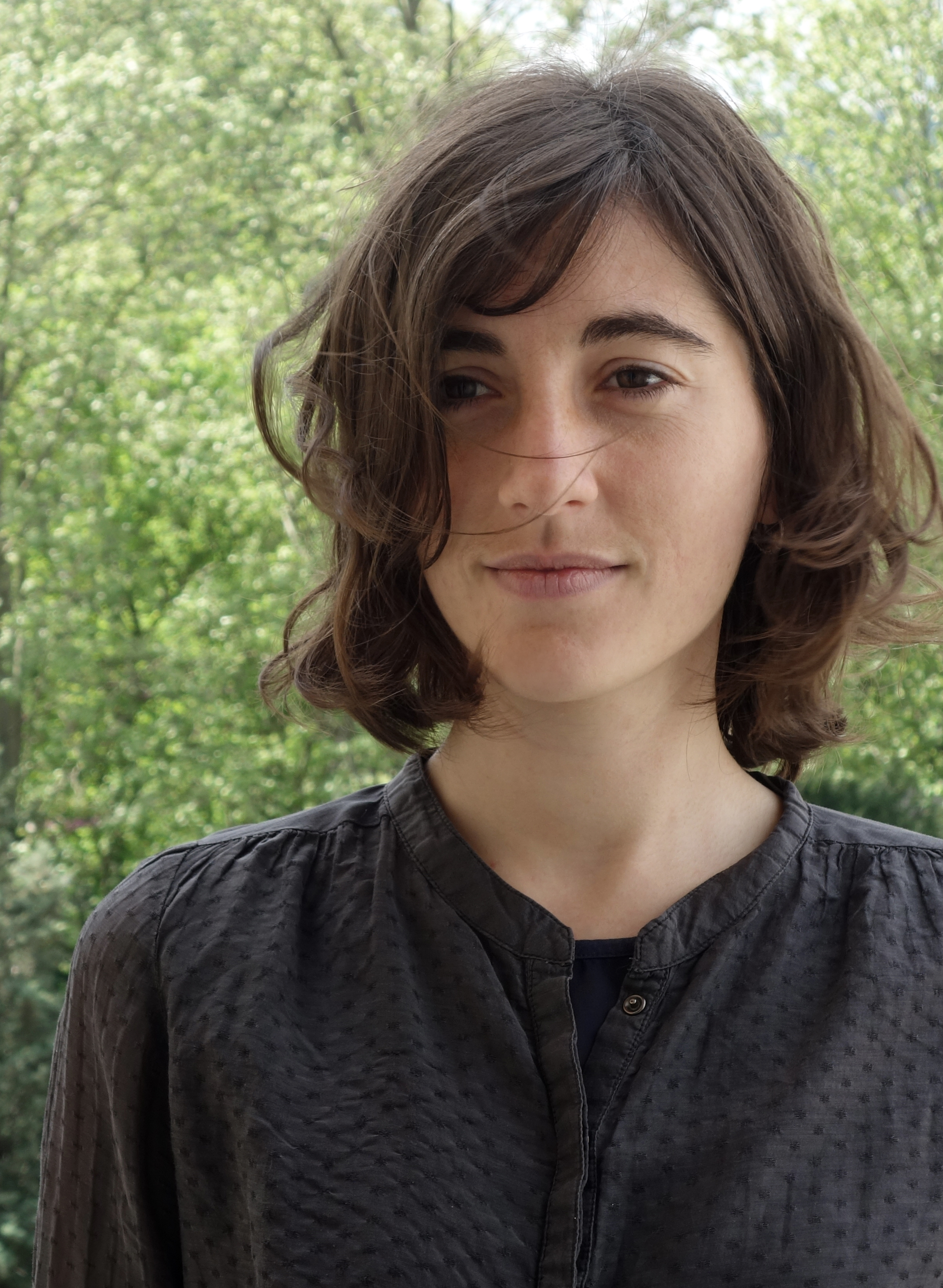
Lucrèce Andreae 2018

Lucrèce Andreae (* 1988 in Bordeaux) ist eine französische Animationsfilmerin und Comiczeichnerin.

## Leben
Andreae schloss die Schule mit dem Baccalauréat Technologique (Arts appliqués) ab und begann im Alter von 19 Jahren, Animation an der École de l’image Les Gobelins zu studieren. Mit fünf weiteren Animationsfilmern schuf sie 2010 ihren Abschlussfilm Trois petits points. Auf dem Festival d’Animation Annecy gewann der Film 2011 den Spezialpreis der Jury im Bereich Abschlussfilme. Andreae schloss ein Animationsfilmstudium an der Animationsfilmhochschule La Poudrière an, das sie 2012 mit dem Kurzanimationsfilm Worte aus der Tiefe beendete.
Ihr bisher größter Erfolg war der 15-minütige Animationsfilm Opi, das Walross, der 2017 in Cannes uraufgeführt wurde. Die Arbeit am Film nahm vier Jahre in Anspruch. Opi das Walross gewann 2018 den César als Bester animierter Kurzfilm und lief in Cannes im Rennen um die Goldene Palme für den besten Kurzfilm.
Als Animatorin war Andreae unter anderem an Gabriel Harels Yul et le serpent und an Osman Cerfons Ich geh mal Zigaretten kaufen beteiligt. Nach ihrem Erfolg mit Opi, das Walross begann Andreae, an ihrem ersten Comicbuch zu arbeiten, wobei die Arbeit durch die Geburt ihres ersten Kindes unterbrochen wurde. Nach 2,5 Jahren erschien das Buch im Februar 2020 unter dem Titel Flipette et Vénère bei Delcourt.

## Filmografie
- 2009: Dodudindon
- 2010: Trois petits points
- 2011: Cocon
- 2012: Shoes de lose
- 2012: Changement de cap
- 2012: Worte aus der Tiefe (Les mots de la carpe)
- 2017: Opi, das Walross (Pépé le morse)

## Auszeichnungen (Auswahl)
- 2011: Spezialpreis der Jury, Festival d’Animation Annecy, für Trois petits points
- 2013: Nominierung Goldener Reiter, Filmfest Dresden, für Worte aus der Tiefe
- 2018: César, Bester animierter Kurzfilm, für Opi, das Walross